# Russ Haas
Thomas Russell Haas jr. (Edmond (Oklahoma), 24 maart 1974 - ?, 15 december 2001) was een Amerikaanse professioneel worstelaar. Hij was de broer van de bekende worstelaar Charlie Haas.
Thomas overleed aan een hartaanval tijdens zijn slaap.

## In worstelen
- Afwerking en kenmerkende bewegingen
  - Haas of Pain
  - Total Haastility (Olympic slam)
  - Exploder suplex

## Kampioenschappen en prestaties
- Combat Zone Wrestling
  - CZW Tag Team Championship (1 keer met Charlie Haas)

- East Coast Wrestling Association
  - ECWA Tag Team Championship (1 keer met Charlie Haas)
  - 2004 inductee to the ECWA Hall of Fame

- Jersey All Pro Wrestling
  - JAPW Tag Team Championship (2 keer met Charlie Haas)

- Memphis Championship Wrestling
  - MCW Southern Tag Team Championship (3 keer met Charlie Haas)